# Aspidoscelis gularis
Aspidoscelis gularis (техаський плямистий батогохвіст) — вид ящірок родини теїдових (Teiidae). Мешкає в США і Мексиці.

## Підвиди
Виділяють шість підвидів:
- Aspidoscelis gularis gularis (Baird & Girard, 1852);
- Aspidoscelis gularis colossus (Dixon, Lieb & Ketchersid, 1971);
- Aspidoscelis gularis pallidus (Duellman & Zweifel, 1962);
- Aspidoscelis gularis semiannulatus (Walker, 1967);
- Aspidoscelis gularis semifasciatus (Cope, 1892);
- Aspidoscelis gularis septemvittatus (Cope, 1892).

## Поширення і екологія
Техасті плямисті батогохвости поширені від південної Оклахоми, південного сходу Нью-Мексико і Техаса на південь по обидва схили Східної Сьєрра-Мадре до Агуаскальєнтеса, Керетаро та Веракруса. Вони живуть у низькотравних преріях, на пустельних луках, кам'янистих схилах, плато та порослих чагарниками арройо.